# Fa Yuen Street

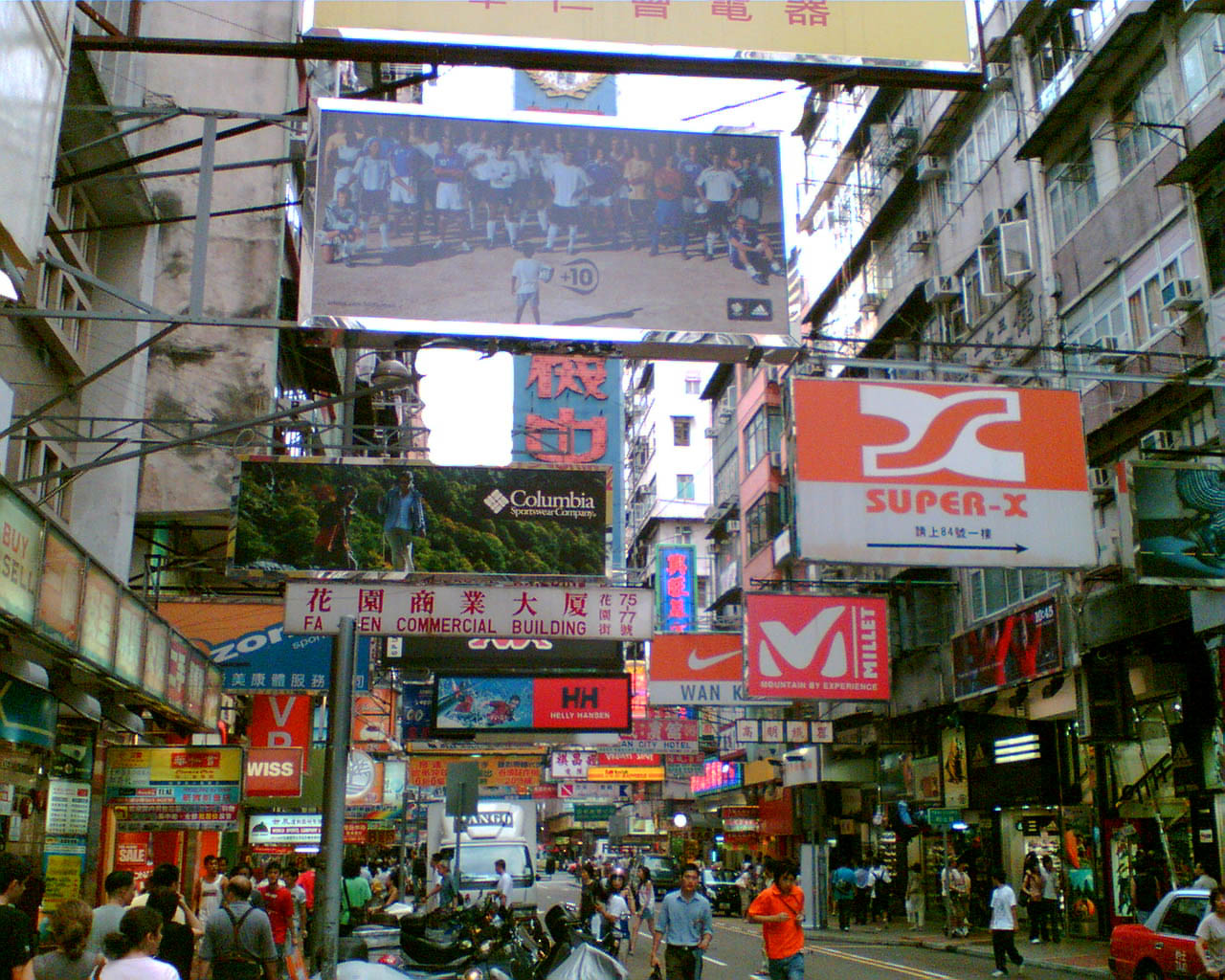
Fa Yuen Street

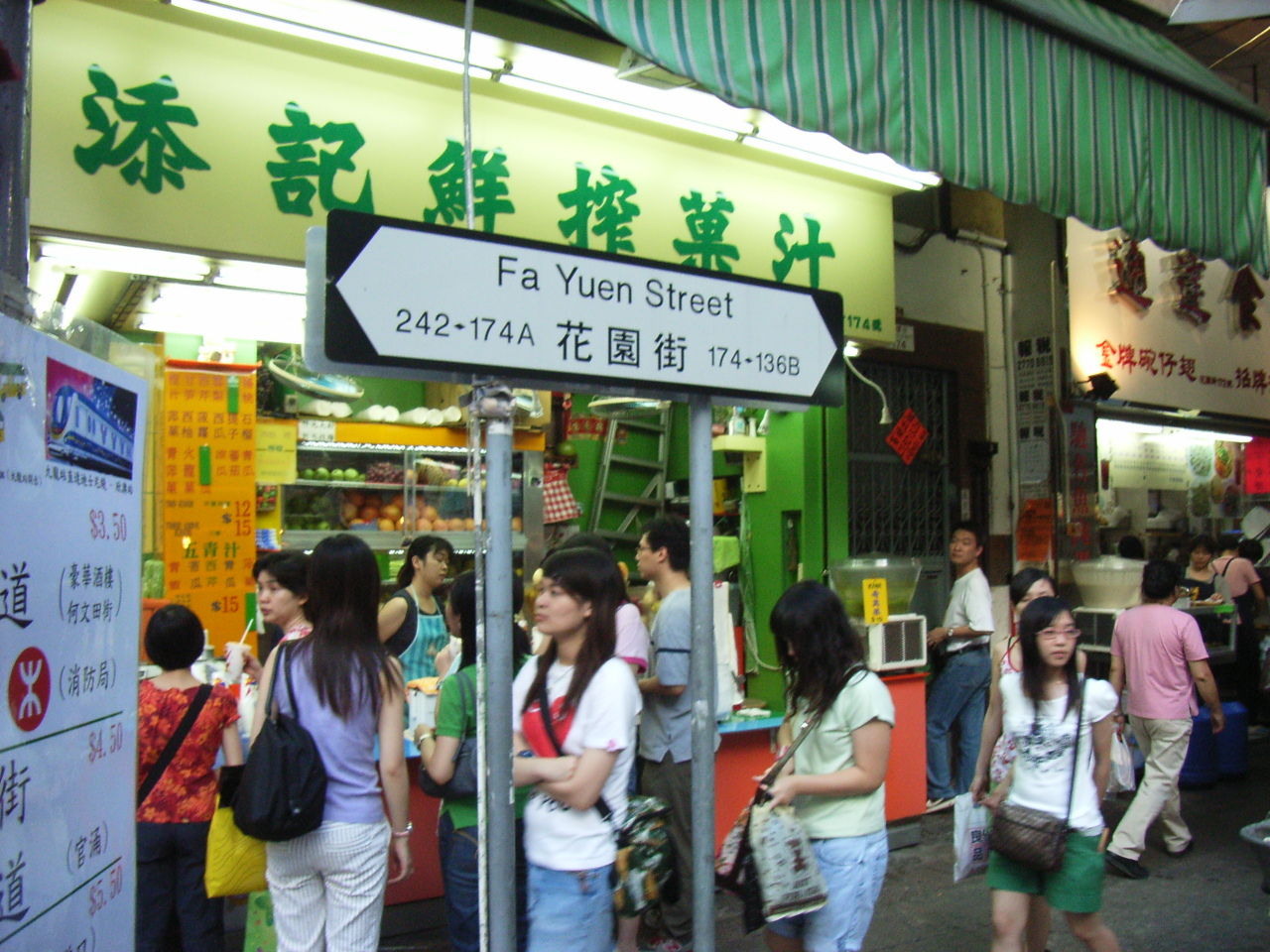
Fa Yuen Street

Fa Yuen Street (花園街) est une avenue de Hong Kong située entre la  Boundary Street et la Dundas Street dans le quartier de Mong Kok, sur le district de Kowloon.
Elle est connue surtout pour ses stands de vêtements et de chaussures de sports de toutes marques, son surnom est d'ailleurs « La rue de la Chaussure de Tennis » (波鞋街).
Fa Yuen (花園) signifie "jardin" en cantonais.